# Rivel
Rivel település Franciaországban, Aude megyében. Lakosainak száma 218 fő (2022. január 1.). Rivel Bélesta, Lesparrou, Montbel, Chalabre, Puivert, Roquefeuil, Sainte-Colombe-sur-l’Hers és Villefort községekkel határos.

## Népesség
A település népessége az elmúlt években az alábbi módon változott:
| Lakosok száma | 365  | 270  | 233  | 218  | 208  | 196  | 199  | 210  | 212  | 218  |
|               | 1968 | 1982 | 1990 | 2006 | 2013 | 2015 | 2017 | 2019 | 2020 | 2022 |